# Dziennik okrętowy

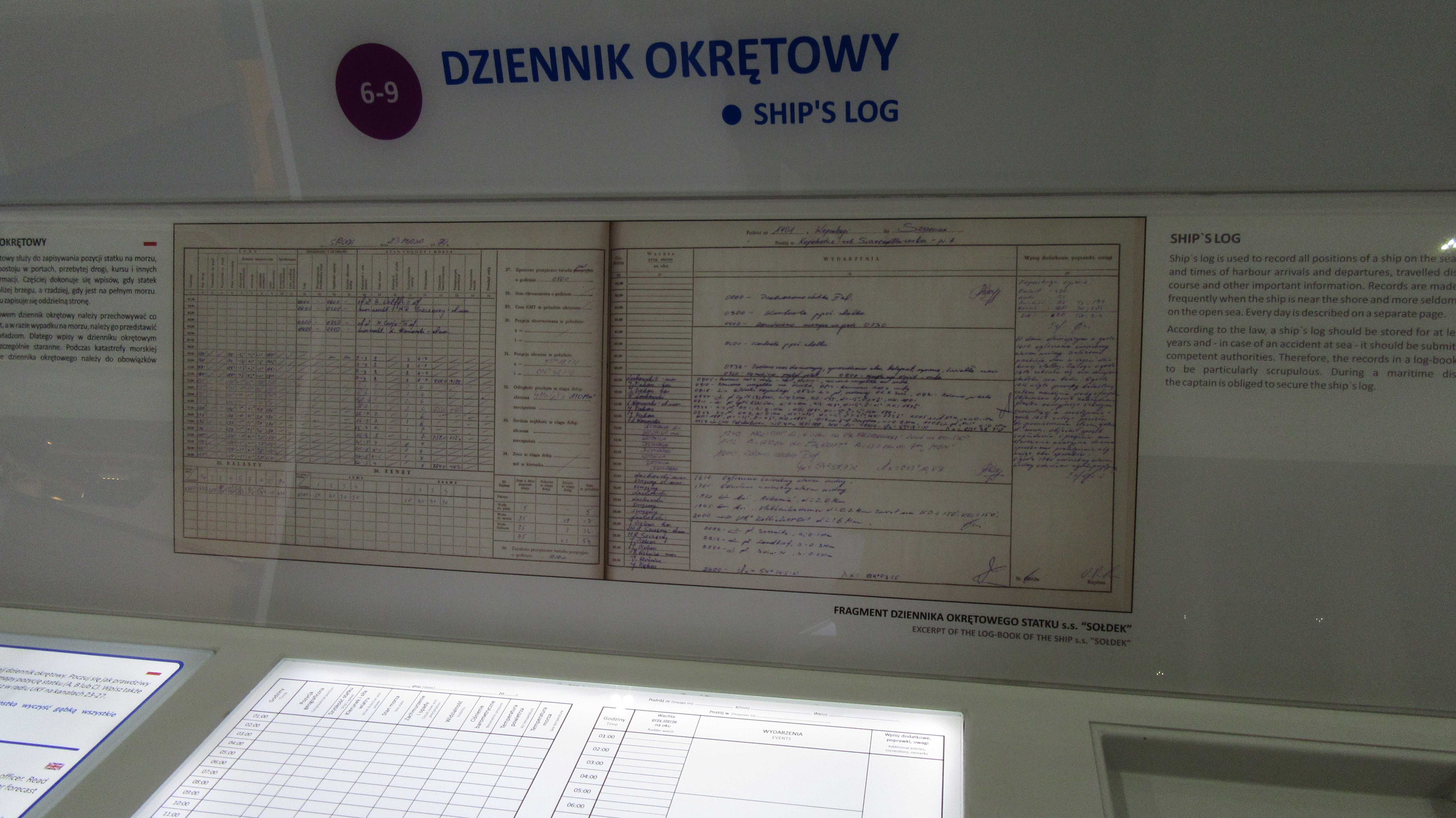
Dziennik okrętowy SS Sołdek na wystawie w Ośrodku Kultury Morskiej (Narodowe Muzeum Morskie w Gdańsku)

Dziennik okrętowy – dokument w formie księgi znajdujący się na mostku kapitańskim. Prowadzony jest przez oficerów wachtowych, wpisów dokonują też kapitan oraz starszy oficer. Wpisywane są do niego m.in.: dane o pogodzie, pozycja, prędkość statku, zmiany kursu, postoje w portach, inne zdarzenia oraz przebieg służby. Dziennik okrętowy jest podzielony na rubryki umożliwiające zachowanie odpowiedniego układu chronologicznego oraz wymuszający zawarcie w nim określonych danych. Pozwala to potem odtworzyć wszystkie okoliczności danej fazy rejsu, wypadku, awarii czy innego wydarzenia.
Dziennik okrętowy może też spełnić nieco podobną rolę jak księga stanu cywilnego w przypadku odnotowania w nim zgonu lub narodzin na statku.
Ze względu na wagę informacji w nim zawartych, na kapitanie w razie katastrofy ciąży obowiązek ratowania dziennika okrętowego zaraz po ratowaniu życia pasażerów i załogi.